# 봉상왕
봉상왕(烽上王, ? ~300년, 재위 292년 ~ 300년)은 고구려의 제14대 국왕이다. 이름은 상부(相夫) 또는 삽시루(歃矢婁)이고 서천왕의 아들이다. 치갈왕(雉葛王)이라고도 한다. 창조리가 일으킨 정변으로 폐위된 후 자결하였다.

## 생애
292년 서천왕의 뒤를 이어 즉위하였다. 어려서부터 교만하고 방탕하며 의심과 시기심이 많았다고 한다. 왕위에 오른 봉상왕은 왕권을 강화하기 위해 숙부인 안국군(安國君) 달가(達賈)를 음모로 살해하였다. 또한 293년에는 동생 고돌고에게 역모죄를 씌워 자살하게 하였으며 도망친 고돌고의 아들 고을불을 추격하게 하였다.
음력 8월에 모용외가 침입하였다. 이에 봉상왕은 신성으로 대피하려 하였으나 적이 추격해 왔다. 이때 신성의 재(宰)인 북부 소형(小兄) 고노자(高奴子)가 500명의 기병을 거느리고 왕을 맞이하러 나왔다가 모용외의 군을 만나 격파하였다. 봉상왕은 고노자를 대형(大兄)으로 삼고 곡림(鵠林)을 식읍으로 주었다. 296년 음력 8월 모용외가 다시 침입하여 고국원(故國原)에 이르러 서천왕의 무덤을 파헤치고 돌아갔다.
294년에는 국상 상루(尙婁)가 죽어 남부의 대사자(大使者) 창조리를 후임으로 임명하였다. 또한 296년, 모용외가 물러간 후 고노자를 신성 태수로 삼아 모용외를 방비하게 하였다.
298년 음력 9월에 흉년이 들었으나 궁궐을 증축하는 공사를 강행하여 백성들의 원성이 높았다. 봉상왕은 신하들의 간언을 듣지 않고, 백성들을 살피지 않았다. 300년에도 흉년이 들었으나 다시 궁궐을 증축하니 백성들이 흩어졌다. 이에 국상 창조리가 왕에게 백성을 돌볼 것을 간언하였으나 봉상왕은 오히려 왕권의 지엄함을 역설하며 창조리를 위협하였다. 300년 이에 창조리는 여러 신하들과 모의하여 봉상왕을 폐위하고 압록강에서 소금장수였다던 고을불을 맞이하여 왕으로 삼았다. 봉상왕은 화를 면하지 못할 것을 알고 두 아들과 함께 목을 매 자결하였다. 봉상의 들에 장사지내고 왕호를 봉상이라 하였다.

## 가계
- 아버지 : 서천왕(西川王, ?~292)
- 어머니 : 왕후 우씨(王后 于氏) - 우수(于漱)의 딸이다.
  - 왕비 : 미상
  - 아들 : 장남, 차남 - 아버지 봉상왕과 함께 목을 매 자결하였다.

## 같이 보기
- 백제
  - 책계왕 (286년~298년)
  - 분서왕 (298년~304년)
- 신라
  - 유례 이사금 (284년~298년)
  - 기림 이사금 (298년~310년)
- 가야
  - 거질미왕 (291년~346년)
- 왜
  - 오진 천황 (270년~310년)
- 서진
  - 진 혜제 (290년~306년)

| 전 대 서천왕 | 제14대 고구려 국왕 292년 - 300년 | 후 대 미천왕 |

1. ↑  '相'을 '수리(首․長)'의 차자표기로 보는 견해가 있다.- 천소영(1990), 김상윤(2012)